# 宍戸バイパス
宍戸バイパス（ししどバイパス）は、茨城県笠間市内を走る国道355号バイパスである。

## 概要
- 起点 : 笠間市南小泉字庄司山1720番[1]
- 終点 : 笠間市大田町字ニタ澤247番[1]
- 全長 : 4.20 km[1]
- 車線数 : 2車線

友部地区の市街地を迂回するために建設された。北関東自動車道の友部ICと接続する。また、沿線にはゴルフ場も見える。

## 歴史
- 1980年（昭和55年）12月8日：宍戸バイパスの全線開通[2]。
- 1982年（昭和57年）4月1日：前身の主要地方道石岡笠間線（茨城県・昭和29年路線認定）から国道355号に昇格[3]。
- 1997年（平成9年）5月29日：友部インターチェンジの取り付け道路となる区域が編入される[4]。
- 2013年（平成25年）8月22日：笠間市平町（宍戸小学校前交差点） - 同市大田町（八反山交差点）の旧道（2.1km）が指定解除され、県道・笠間市道へ降格[1][注釈 1]。

## 主な接続道路
- 北関東自動車道友部IC
- 茨城県道109号稲田友部線